# كلورفلورازول
الكلورفلورازول مبيد أعشاب. تم تصنيفها على أنها مادة شديدة الخطورة في الولايات المتحدة على النحو المحدد في القسم 302 من الولايات المتحدة. قانون التخطيط للطوارئ وحق المجتمع في المعرفة (42 U.S.C. 11002)، ويخضع لمتطلبات الإبلاغ الصارمة من قبل المنشآت التي تنتجها أو تخزنها أو تستخدمها بكميات كبيرة.